# Пам'ятки історії Кам'янка-Бузького району
У Кам'янка-Бузькому районі Львівської області нараховується 11 пам'яток історії.
| #  | назва | датування         | адреса                               | охоронний номер | Номер і дата рішення            |
| -- | --- | ----------------- | ------------------------------------ | --------------- | ------------------------------- |
| 1  | Місце, де Гаватович Я. здійснив постановку перших точно датованих українських інтермедій (худ.-мем. табл., ск. В.Липовий, 1981, бронза) | 29 серпня 1619 р. | м.Кам’янка-Бузька, вул. Поштова,5    | 1590            | Рішення № 278, 05.06.1984       |
| 2  | Братська могила українських січових стрільців (пам., 1989, метал)                                                                       | 1914 р.           | с.Забужжя, півд.околиця              | 1591            | Рішення № 249, 21.05.1991       |
| 3  | Могила українського січового стрільця Борачка І. (пам., 1935, мармурова крихта)                                                         | 1919 р.           | с.Дідилів, кладовище                 | 1592            | Рішення № 249, 21.05.1991       |
| 4  | Могила українського січового стрільця Боднара М. (пам., 1919, метал)                                                                    | 1919 р.           | с.Убині, кладовище                   | 1593            | Рішення № 249, 21.05.1991       |
| 5  | Дільниця на кладовищі, де поховані радянські воїни (1 бр., 110 індивід. могил; пам., 1953, з/бетон, мармурова крихта)                   | 1941—1945 рр.     | м.Кам’янка-Бузька, вул. І.Франка     | 500             | Рішення № 183, 05.05.1972       |
| 6  | Кладовище радянських воїнів (6 бр. могил; пам., 1953, з/бетон, мармурова крихта)                                                        | 1944—1945 рр.     | смт Новий Яричів, біля парку         | 501             | Рішення № 183, 05.05.1972       |
| 7  | Будинок, в якому жив і працював Тютюнник Г., український письменник (мем. табл., 1970, мармур)                                          | 1953—1961 рр.     | м.Кам’янка-Бузька, вул. Шевченка, 13 | 513             | Рішення № 183, 05.05.1972       |
| 8  | Пам'ятник на честь скасування панщини (1990, камінь)                                                                                    | 1848 р.           | с.Великосілки                        | 1594            | Розпорядження № 528, 19.07.1995 |
| 9  | Пам'ятник на честь скасування панщини (1990, пісковик)                                                                                  | 1848 р.           | с.Дідилів, у центрі села             | 1595            | Рішення № 249, 21.05.1991       |
| 10 | Пам'ятник на честь скасування панщини (1990, з/бетон)                                                                                   | 1848 р.           | с.Стрептів, біля школи               | 1596            | Рішення № 249, 21.05.1991       |
| 11 | Пам'ятник на честь учасників селянського страйку (ск. В.Усов, арх. Й.Буковинський, 1982, мармурова крихта)                              | 1928—1929 рр.     | с.Батятичі, біля сільради            | 650н            | Рішення № 506, 21.11.1982       |

## Джерело
Перелік пам'яток Львівської області [Архівовано 16 вересня 2012 у Wayback Machine.]
 Вікісховище має мультимедійні дані за темою: Пам'ятки історії Кам'янка-Бузького району